# Mercedes-Benz Tourino
Mercedes-Benz Tourino a fost prezentat în toamna anului 2003 la Bus World din Kortrijk.

## Descriere
Are lungimea de 9,35 metri și 2,40 metri lățime, este situat între microbuzul Sprinter Travel și autocarele Travego și Tourismo.
Caroseria este construită de compania portugheză CaetanoBus (co-deținută de Daimler până în 2010) bazat pe șasiul Mercedes OC 500 RF (fabricat în uzina spaniolă din Sámano).
în dotarea standard sunt incluse sistemul de control electronic de frânare (EBS) cu frâne pe disc, sistemul de control al derapării la accelerare (ASR) și sistemul de frânare anti-blocare (ABS).
Cea mai recentă generație de frâne cu discuri pneumatice activate cu frânare integrală Assist (Brake Assist) sistemul aplică presiunea de frânare ușor și asigură distribuția puterii de frânare în mod egal la toate roțile. 
Mercedes-Benz Tourino are în dotarea standard un retarder Voith R 123.
Motorizarea este de tipul OM 926 LA cu 6 cilindri și 7200 cmc cu puterea maximă de 210 kW (286 CP la 2200 rpm), cuplul maxim este de 1120 Nm la 1200-1600 rpm. 
Tehnologia BlueTec implică reducerea consumului de combustibil, emisii reduse și respectă norma de poluare este Euro 5 sau Euro 4 (în funcție de solicitare). 